# Устав Кнежевине Србије из 1838.
Устав Кнежевине Србије  (у некадашњој транскрипцији Устав Књажества Сербије ) познат је још  као Турски устав, јер је издат у форми султановог Хатишерифа 1838. године.

## Борба за Устав

### Укидање Сретењског устава
Сретењски устав није био дугог века. Русија и Порта нису оправдавали Милетину буну, па су кнез и Сенат претпостављали да неће прихватити ни Устав. Зато су послали дипломату Михаила Германа у Цариград и преко њега писма за Порту и Буњетова, руског изасланика у турској престоници. Устав је суспендован док Буњетов и Порта заједнички га испитају и поправе. Примедбе су се очекивале до Ђурђевдана када би Скупштина поново примила измењени устав. Кнез је пред њима бранио устав, односно био је спреман да прихвати бар део његових одредби. Буњетов није прихватио устав; Порта је била блажа. То је утицало на кнеза да донесе одлуку да суспендује устав, што је и њему самом одговарало. Читав терет одговорности свалио је на Димитрија Давидовића. На опозицију није смео ударити. Устав је коначно суспендован 11. априла.
Без обзира на кратку примену, Сретењски устав је оставио траг у развоју српске уставности. Његове одредбе су представљале надахнуће каснијим уставима. У Републици Србији Сретење представља највећи државни празник, прославља се 15. фебруара, као успомена на Сретењски устав из 1835. и на дан подизања Првог српског устанка 1804. године.

### Уставни нацрти кнеза Милоша
Кнез Милош је након укидања Сретењског устава имао већ два спремљена устава. Био је веома радостан када је добио писмо руског посланика који му је одобрио кратак план за израду новог устава. Први уставни нацрт саставио је Стефан Радичевић, а други посебна комисија коју су, између осталих, чинили и Аврам Петронијевић, Алекса Симић, Јаков Живановић и Стефан Радичевић. Кнез је на Ђурђевдан сакупио у Пожаревцу најистакнутије политичаре и Савет и саставио нацрт устава. Тај нацрт понео је Тодор Хебрез у Цариград. Хебрез је предводио осму депутацију коју је Милош слао у турску престоницу током своје прве владавине. Убрзо након што је Милош послао Хебреза у Цариград, у Београд је стигло писмо Карла Неселрода које је обавештавало о царевом негодовању због избијања Милетине буне у Србији и доношења новог устава. Цар је изјавио да ће послати барона Рикмана да „уразуми“ Србе и помогне успостављању законитог поретка у земљи. Хебрез је у Цариграду предао уставни нацрт Буњетову, који га је послао у Петроград. Кнежев нацрт устава имао је разлике у односу на Сретењски, поготово по питању уређења врховне власти, али је имао и нека потпуно преписана поглавља. Уставни нацрт Стефана Радичевића концентрисао је у кнежевим рукама готово сву власт. У њему се по први пут јавља идеја да се Књажество Србија стави под гаранцију пет великих сила. Део о грађанским правима готово је у потпуности исти као у Сретењском уставу. Законодавну власт деле кнез и Савет, извршну има само кнез, а судска је независна. Кнез има надмоћнију законодавну власт јер, преко министара, има право законодавне иницијативе. Кнез и Савет не могу судити, а установљен је посебан Касациони врховни суд. Сва извршна власт је у рукама кнеза, а обавља је преко владе. Кнежев представник је истовремено и министар спољних послова и други човек после кнеза.

### Уставно питање 1835—1837.
Током своје мисије, барон Рикман је непрестано истицао да је устав непотребан за Србију. Међутим, он је ипак примио један нацрт устава који је на брзину израђен од стране комисије у Србији. Питање устава је за Русе било другоразредно у односу на питање узрока избијања Милетине буне, те је Буњетов извештај о уставном питању добио тек два месеца касније. Тако Србија 1835. године није добила устав. 
Маја следеће године стигао је одговор из Петрограда. Цар је одбацио Хебрезов уставни нацрт као несавршен. Прави разлог је био тај што је нацрт превише подсећао на Сретењски устав и, према ставу Русије, био превише напредан за Србију. Кнез је на обичном парчету папира добио инструкције о томе које делове нацрта треба изменити.
Енглеска се 1837. године умешала у уставну проблематику што је навукло непријатељство Русије. Из Петрограда је послат Доглоруки да испита стање у Србији, односно узроке који су довели до сукоба кнеза и опозиције (уставобранитеља). По инструкцијама Доглоруког, кнез је издао законе од уставног значаја у виду указа. Указ је био компромисно решење које је требало задовољити све стране. Међутим, у уставну проблематику умешао се и Савет који отворено стаје на страну опозиције. Тако се уставно питање наставља. 
Почетком 1838. године у Крагујевцу ради једна уставна комисија која је саставила нацрт који је предат Јовану Хаџићу. Овај правник одбацио је крагујевачки нацрт. Опозиција се повезала са Хаџићем који постаје правни саветник уставобранитељске странке. У рад уставотворне комисије мешао се и руски посланик Вашћенко. Он је био у контакту са Аврамом Петронијевићем који је био главни руски човек приликом решавања уставног питања и душа уставобранитељске опозиције. Радио је по руским инструкцијама. Петронијевић је предводио и девету депутацију која је у Цариграду учествовала у изради Турског устава.

### Девета депутација у Цариграду
Порта је 1837. године напустила улогу посматрача и преузела на себе значајну улогу у доношењу новог устава. Београдски везир добио је извештај да тражи да у Цариград дође двочлана српска депутација која ће израдити устав. Један од чланова морао је бити Аврам Петронијевић, један од вођа опозиције кнезу. Други депутат био је Јаков Живановић, кнежев секретар, личност од које се Петронијевић далеко боље сналазио у цариградским круговима. Милош је својевољно депутатима придодао и пуковника Јованчу Спасића, који се у уставну проблематику није разумео, али је знао грчки и турски језик, па је тако могао да проверава Петронијевића, пошто Живановић није знао те језике. Ово је била девета, последња депутација коју је Милош послао током своје прве владавине. Депутате је априла месеца у Цариграду примио министар спољних послова Мустафа Решид-паша. Депутати су добили новац за подмићивање кога нису потрошили на начин који би задовољио кнеза. Порта је од почетка била наклоњенија опозицији него кнезу. Таквом ставу допринео је Петронијевић, руско посланство и београдски везир, кнежев противник. Порта је израдила три нацрта устава. Коначан нацрт урађен је на основу компромиса са руским и енглеским послаником. Русија и Порта били су задовољни урађеним, кнез није. Депутати су се вратили у Кнежевину марта 1838. године. Слободан Јовановић је изнео мишљење да је Устав из 1838. године дело Аврама Петронијевића. Он је у тајним договорима са руским послаником и Портиним чиновницима издејствовао да се у устав унесу идеје опозиције о ограничењу кнежеве власти. Издавањем Турског устава у виду Четвртог хатишерифа решено је уставно питање у Србији. Крајем марта он је одштампан у великом тиражу и послат сваком селу и вароши.

## Садржина Устава
Централни органи власти су 1. кнез са његовим министрима и 2. Савет. Настојећи да се реши сукоб између кнеза и Совјета, Турски устав предвиђа да кнез и Совјет заједно управљају Србијом.
Потврђено је наследно кнежевско достојанство породици Милоша Обреновића. Кнез је на челу управе, има законодавну власт, именује чиновнике, извршује законе, врховни је заповедник војске. Има право да именује три министра, који ће сачињавати владу: министра унутрашњих послова, финансија и правосуђа. На челу Књажеске канцеларије је кнежев намесник у својству министра спољашњих послова. Министри заседају у Савету. Ограничена је кнежева власт. Кнез је могао да изабере председника и 16 чланова Совјета, међутим није могао да их смени док се пред Портом не би доказала њихова кривица. На основу члана 17 Турског устава, било је омогућено мешање Порте у унутрашње српске послове.
Уставом су предвиђена четири попечитеља (министра), од њих су три на челу ресора унутрашњих послова, финансија и правосуђа, а четврти "попечитељ Књажеве канцеларије" који је био кнежев представник и истовремено имао улогу министра иностраних послова. Министри нису сачињавали владу, у обављању својих дужности су независни један од другог, сваки има своју канцеларију.
Савет је састављен од 17 најугледнијих српских старешина. То мора бити српски држављанин, старији од 35 година, који поседује непокретна добра. Председника и чланове Савета именује кнез. Саветници не могу бити смењени, сем ако не повреде устав и законе. Основне функције Савета су: 1. разматрање закона, уредби и висина дажбина 2. одређивање плата и увођење нових звања 3. решавање државног буџета 4. припремање закона о војсци. Савет може подносити законске предлоге кнезу. Сваки кнежев правни акт мора прво одобрити Савет.
Народна скупштина није предвиђена. Старешине су се плашиле Милошевог утицаја на Народну скупштину; Порта је знала да на њу неће имати утицај; док Русија ни сама није имала ту институцију.
Судови су независни чланом 44. Постоје три категорије судова: 1. примирителни 2. првостепени и другостепени окружни суд 3. апелациони суд је највећа судска инстанца. Примирителни судови су имали улогу мировних судова (уколико је странка незадовољна њиховом пресудом, могла је да се жали окружном суду). Прави првостепени судови су били окружни судови, док је апелациони суд био друга судска инстанца. Судије окружних судова и Апелационог суда су уживале сталност и могле су изгубити судијску функцију само за кривицу која је доказана у спроведеном поступку.
Извршена је подела између судске и извршне власти јер се представници извршне власти нису могли мешати у судске послове.
Управа. Србија је подељена на 17 округа. Окрузи су подељени на срезове, а они на села.
Грађанска права су такође загарантована. Прокламована права грађана су: слобода трговине, слобода вероисповести, неповредивост имовине, заштита од неоснованог гоњења и узнемиравања и сл.Судски су заштићена лична и имовинска права. Не постоји казна конфискације имања, нити институција колективне одговорности. Феудални односи су коначно укинути. Укида се кулук а прописана је обавеза плаћања данка (пореза).

## Акти о устројству Савета и централне управе
Акти о устројству су донети 29. маја 1839. са циљем да разјасне одредбе Устава. Након што их је потписао, кнез Милош Обреновић је абдицирао 1. јуна. Милош се одлучио на овај потез јер је актима проширена власт Савета на рачун кнежеве власти. По актима о устројству саветнике и министре предлаже Савет. Кнез може постављати министре само из реда саветника, а када их отпусти они се враћају у Савет. Законски предлог претреса Савет те га шаље на потврду кнезу, а потом се проглашава у прописаној форми у Савету. Саветницима је судио Касациони суд у првом степену, а у другом степену сам Савет. Министри су потчињени кнезу у пословима његове надлежности и Савету у пословима за који је он задужен.

## Последице Устава
Турским уставом је раздвојена управна и судска власт. Централна управа је подељена на министарства. Србија је постала ограничена уставна монархија са смањеном улогом кнеза. Овај устав је постао темељ уставобранитељског режима.
Турски устав је представљао одраз стварног статуса Србије и унутрашњих прилика у Србији, иако је био корак назад у односу на Сретењски устав, јер је значио одустајање од самосталног решавања уставног питања. Доношење таквог устава, кнез Милош доживљава као лични пораз и, после неуспешног покушаја побуне у војсци, абдицирао је и напустио Србију у јуну 1839. године.
Овај устав је формално био на снази све до 1869. године. За време друге владавине кнеза Михаила (1860 - 1868) донети су тзв. уставни закони који су прописали организацију власти централних државних органа на другачији начин од Турског устава и тако његове одредбе о тим питањима ставили ван правне снаге. На тај начин долази до апсурдне правне ситуације: формалноправно Турски устав је био на снази све до Устава из 1869. године; у стварности, његове одредбе у погледу организације власти биле су мртво слово на папиру, а примењиване су одредбе тзв. уставних закона кнеза Михаила.